# Składy najlepszych zawodniczek mistrzostw Azji w koszykówce kobiet
Składy najlepszych zawodniczek mistrzostw Azji w koszykówce kobiet – wyróżnienia przyznawane najlepszym zawodniczkom mistrzostw Azji w koszykówce kobiet, wybieranym  przez głosowanie dziennikarzy. 
pogrubienie – oznacza MVP turnieju

Zawodniczka (X) – oznacza kolejny wybór tej samej zawodniczki do składu najlepszych koszykarek turnieju 
| Rok  | Zawodnik           | Pozycja    | Zespół           | Przyp. |
| ---- | ------------------ | ---------- | ---------------- | ------ |
| 2011 | Yuko Oga           | Obrońca    | Japonia          | [ 1 ]  |
| 2011 | Choi Youn-ah       | Obrońca    | Korea Południowa | [ 1 ]  |
| 2011 | Miao Lijie         | Skrzydłowa | Chiny            | [ 1 ]  |
| 2011 | Sin Jung-ja        | Środkowa   | Korea Południowa | [ 1 ]  |
| 2011 | Chen Nan           | Środkowa   | Chiny            | [ 1 ]  |
| 2013 | Asami Yoshida      | Obrońca    | Japonia          | [ 2 ]  |
| 2013 | Beon Yeon-ha       | Obrońca    | Korea Południowa | [ 2 ]  |
| 2013 | Yuka Mamiya        | Skrzydłowa | Japonia          | [ 2 ]  |
| 2013 | Lu Wen             | Skrzydłowa | Chiny            | [ 2 ]  |
| 2013 | Ramu Tokashiki     | Skrzydłowa | Japonia          | [ 2 ]  |
| 2015 | Asami Yoshida (2)  | Obrońca    | Japonia          |        |
| 2015 | Kim Dan-bi         | Skrzydłowa | Korea Południowa |        |
| 2015 | Shao Ting          | Skrzydłowa | Chiny            |        |
| 2015 | Ramu Tokashiki (2) | Skrzydłowa | Japonia          |        |
| 2015 | Sun Mengran        | Środkowa   | Chiny            |        |
| 2017 | Manami Fujioka     | Obrońca    | Japonia          | [ 3 ]  |
| 2017 | Lim Yung-hui       | Obrońca    | Korea Południowa | [ 3 ]  |
| 2017 | Moeko Nagaoka      | Skrzydłowa | Japonia          | [ 3 ]  |
| 2017 | Kelsey Griffin     | Skrzydłowa | Australia        | [ 3 ]  |
| 2017 | Li Yueru           | Środkowa   | Chiny            | [ 3 ]  |
| 2019 | Nako Motohashi     | Obrońca    | Japonia          | [ 4 ]  |
| 2019 | Shao Ting (2)      | Obrońca    | Chiny            | [ 4 ]  |
| 2019 | Yuki Miyazawa      | Skrzydłowa | Japonia          | [ 4 ]  |
| 2019 | Rebecca Allen      | Skrzydłowa | Australia        | [ 4 ]  |
| 2019 | Han Xu             | Środkowa   | Chiny            | [ 4 ]  |